# 恩里克·富恩特斯·金塔纳
恩里克·富恩特斯·金塔纳（西班牙語：Enrique Fuentes Quintana，1924年—2007年）是西班牙经济学家、政治家。曾任西班牙第二副首相。

## 生平
帕伦西亚省卡里翁德洛斯孔德斯。1948年获得马德里康普顿斯大学法律学士学位，1956年获得政治学和经济学博士学位。
1956年至1958年在巴利亚多利德大学担任经济学教师，1958年至1978年在马德里康普顿斯大学担任经济学教授。在此期间，他还在西班牙财政部研究所任职，《西班牙贸易通报》月刊编辑。1969年成为财政研究所所长。
1977年在苏亚雷斯内阁中出任第二副首相兼经济大臣。上任后，他制定了一系列合理的计划，为后来西班牙加入欧洲联盟创造了条件。他试图遵循《蒙克洛亚协定》，对西班牙进行经济结构改革，但遭到了右派势力的反对。由于与内阁的主流意见产生分歧，他于1979年2月22日辞职。在辞职后，他被国立远程教育大学聘为名誉教授。1989年获得阿斯图里亚斯亲王奖社会科学奖。
2007年6月6日因阿茲海默症在马德里去世。

## 荣誉
荣誉博士
- 巴利亚多利德大学（1990年）
- 奥维耶多大学（1991年）
- 塞维利亚大学（1993年）
- 卡斯蒂利亚-拉曼恰大学（1995年）
- 萨拉戈萨大学（1995年）[11]
- 圣地亚哥-德孔波斯特拉大学（1996年）
- 阿尔卡拉大学（1996年）[12]

勋章
- 大十字级轭与箭帝国勋章（1963年）[13]
- 大十字级智者阿方索十世勋章（1975年）[14]
- 大十字级卡洛斯三世勋章（1978年）[15]